# Queens County (Prince Edward Island)
Queens County ist einer der drei Bezirke (engl. county) der kanadischen Provinz Prince Edward Island. Der Verwaltungssitz (engl. shire town) ist Charlottetown.
Queens County hat 82.017 Einwohner (Stand: 2016).
2011 betrug die Einwohnerzahl 77.866 auf einer Fläche von 2020,45 km². Die Bevölkerungsdichte betrug somit 38,5 Einwohner/km². Nach allen drei Angaben steht Queens County auf Platz eins der Bezirke.
Samuel Holland gründete den Bezirk 1765 im Auftrag des britischen Königs Georg III. und benannte ihn nach dessen Frau Sophie Charlotte von Mecklenburg-Strelitz.